# Konstantinos Koukidis

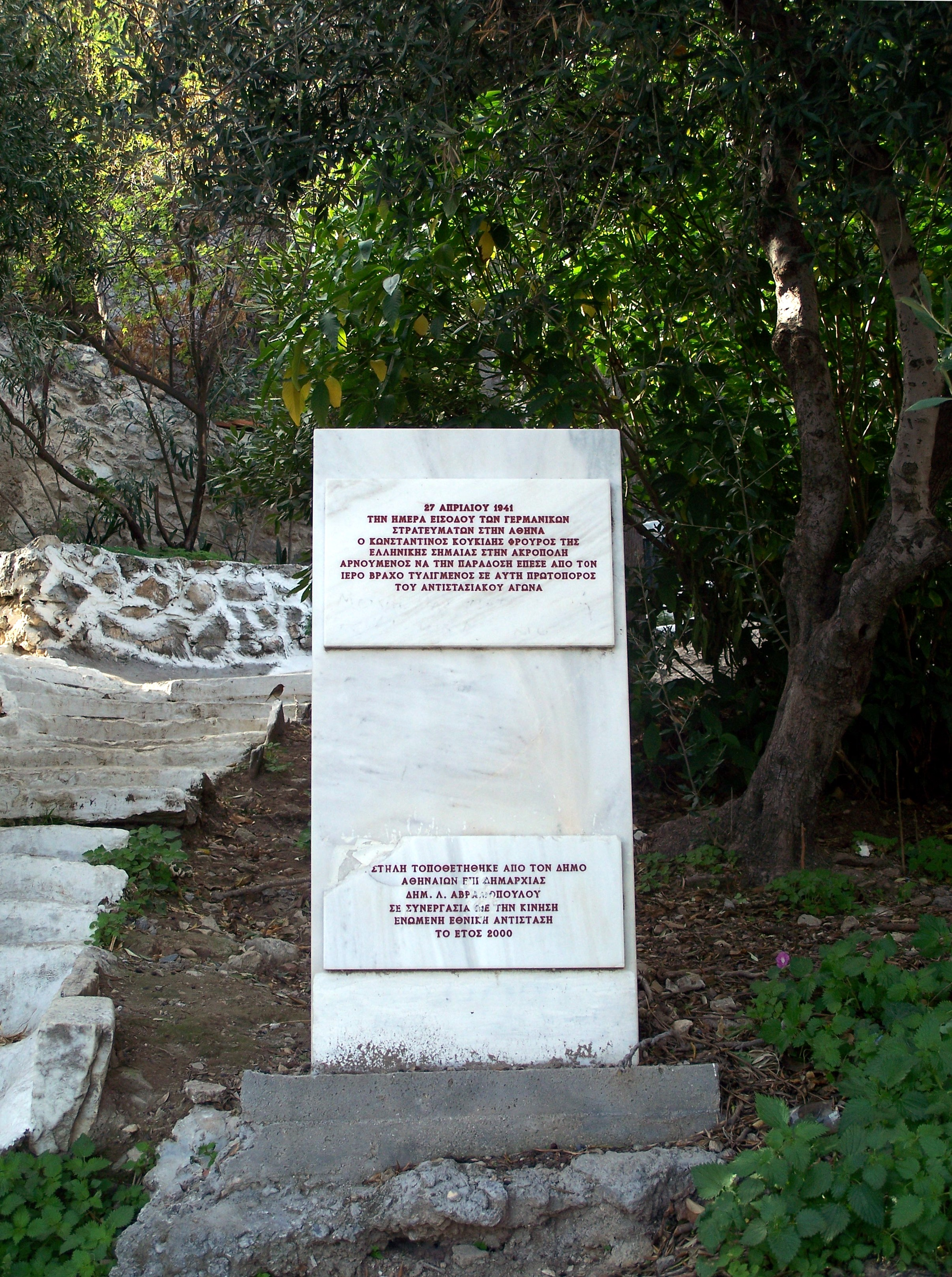
Mahnmal für Konstantinos Koukidis

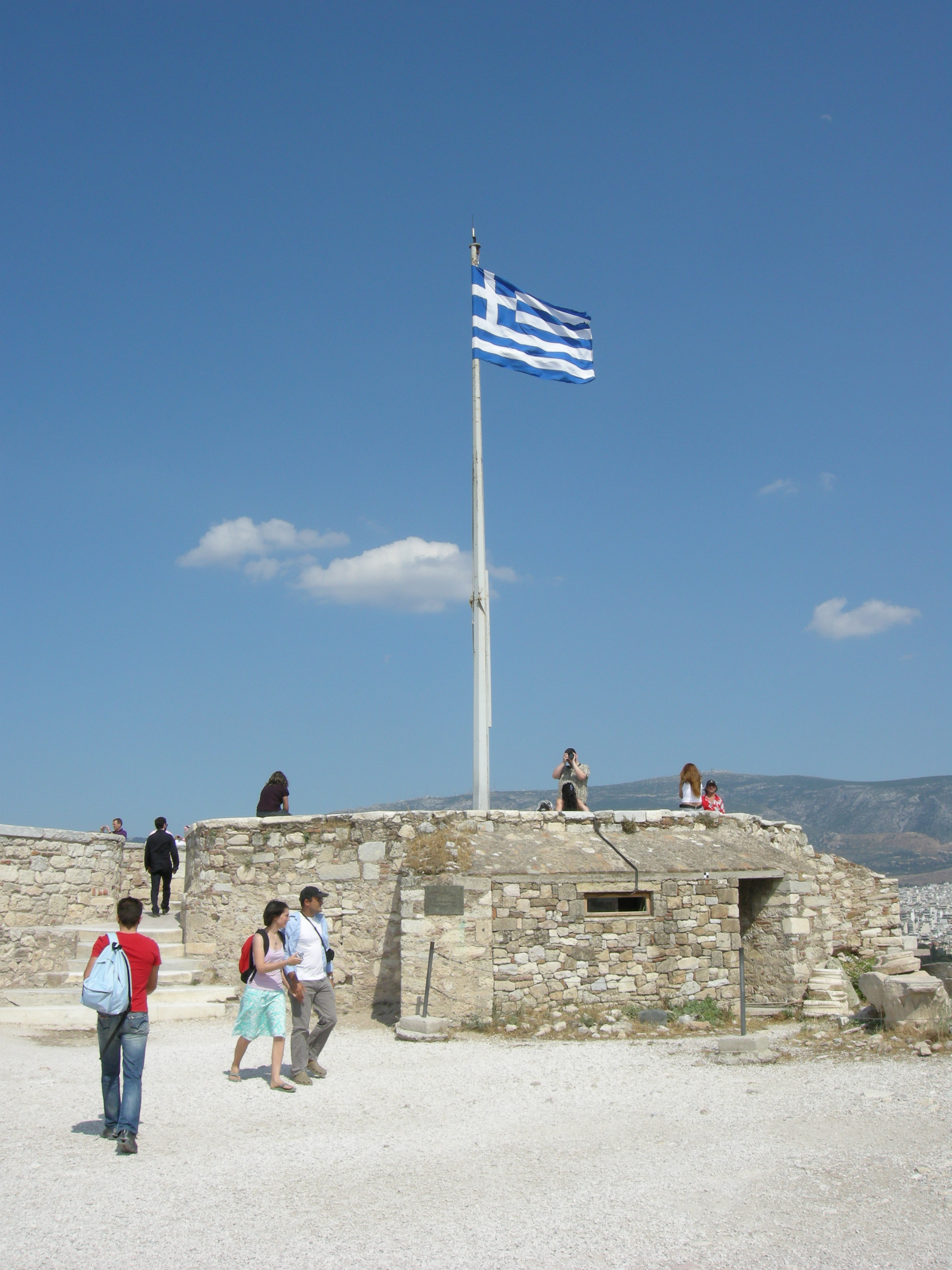
Die Flagge auf der Akropolis

Konstantinos Koukidis (griechisch Κωνσταντίνος Κουκίδης, * 1924 (?); † 27. April 1941 in Athen) war ein legendärer junger Mann, angeblich ein Evzone, der am 27. April 1941 die griechische Flagge auf der Akropolis bewachte und durch seinen Suizid verhinderte, dass diese Flagge in die Hände der Wehrmacht fiel.

## Unsichere Quellenlage
Die Geschichte vom heroischen Suizid des Wächters der griechischen Flagge auf der Akropolis wurde erstmals bereits am 9. Juni 1941 in der Daily Mail veröffentlicht. Sie ist in verschiedenen, teilweise detailreich ausgeschmückten Versionen in Griechenland weit verbreitet. Dabei werden teilweise auch Augenzeugen zitiert, die als Kinder den Sturz oder die Leiche gesehen haben wollen; Daten über die tatsächliche Existenz des Konstantin Koukidis sind jedoch nicht überliefert; insbesondere erscheint zweifelhaft, dass er Soldat oder Evzone gewesen sei. Die Parteijugend O.N.NE.D. der konservativen Nea Dimokratia reklamiert für Koukidis die Mitgliedschaft in der rechten „Nationalen Organisation der Jugend“ (Organosis Neoleas, EON), der Jugendorganisation der Metaxas-Diktatur.
Teilweise wird seine Existenz auch in Frage gestellt.

## 27. April 1941
Als motorisierte Einheiten der Wehrmacht an diesem Tag Athen und die Akropolis besetzten, soll Koukidis von einem deutschen Offizier aufgefordert worden sein, sich zu ergeben, die griechische Flagge einzuholen und die Hakenkreuzflagge zu hissen. Koukidis, loyal gegenüber dem griechischen Staat, soll die Flagge seines Landes eingeholt, sich in diese eingewickelt haben und von der Felsenklippe am Ostrand der Akropolis in den Suizid gesprungen sein. Durch diese Tat habe er verhindert, dass das nationale Symbol der Griechen in die Hände der Wehrmacht fiel und propagandistisch verwertet werden konnte.

## Heute
Die griechische Flagge auf der Akropolis hat für die Griechen, nicht nur weil sie über Athen weht und weithin sichtbar ist, sondern wegen der Bedeutung ihres Standorts eine besondere nationale Bedeutung. 
Sie befindet sich auf dem Dach eines Bunkers, in dem sich die Ehrenwache befindet. Die Flagge wird jeden Tag um 6.30 Uhr gehisst und bei Sonnenuntergang von einer Wacheinheit der Infanterie eingeholt. An Sonntagen wird diese Tradition von Einheiten der Evzonen, die eine besondere Uniform tragen, ausgeführt.
Koukidis gilt ähnlich wie Manolis Glezos und Apostolos Sandas, die am 30. Mai 1941 die Hakenkreuzfahne von der Akropolis herunterrissen, als Held des nationalen Widerstands, als Wächter der Ehre der griechischen Fahne.

## Gedenktafel
Am Fuße der Felsenklippe der Akropolis ist heute Koukidis zu Ehren ein Gedenkstein mit folgender Inschrift aufgestellt:

„27 Απριλιου 1941, την Ημέρα εισόδου των γερμανικών στρατευμάτων στην Αθήνα ο Κωνσταντίνος Κουκίδης φρουρός τής Ελληνικής σημαίας στην Ακρόπολη αρνούμενος να την παράδοση έπεσε απο τον ιερό βράχο τυλιγμένος σε αυτή πρωτοπόρος του αντιστασιακού αγώνα
Στήλη τοποθετήθηκε απο τον Δήμο Αθηναίων επί Δημαρχίας Δημ. Λ. Αβραμόπουλου σε συνεργασία με την Κίνηση Ενωμένη Εθνική Αντίσταση το Ετος 2000
Am 27. April 1941, dem Tag des Einmarschs der deutschen Truppen in Athen, verweigerte Konstantin Koukidis, Wächter der griechischen Flagge auf der Akropolis, die Übergabe, stürzte sich eingehüllt vom heiligen Fels, Vorkämpfer des Widerstandskampfs
Säule errichtet durch die Gemeinde Athen in der Amtszeit des Bürgermeisters Dim. L. Avramopoulos, in Zusammenarbeit mit der Vereinten nationalen Widerstandsbewegung im Jahre 2000“